# 道路生态学

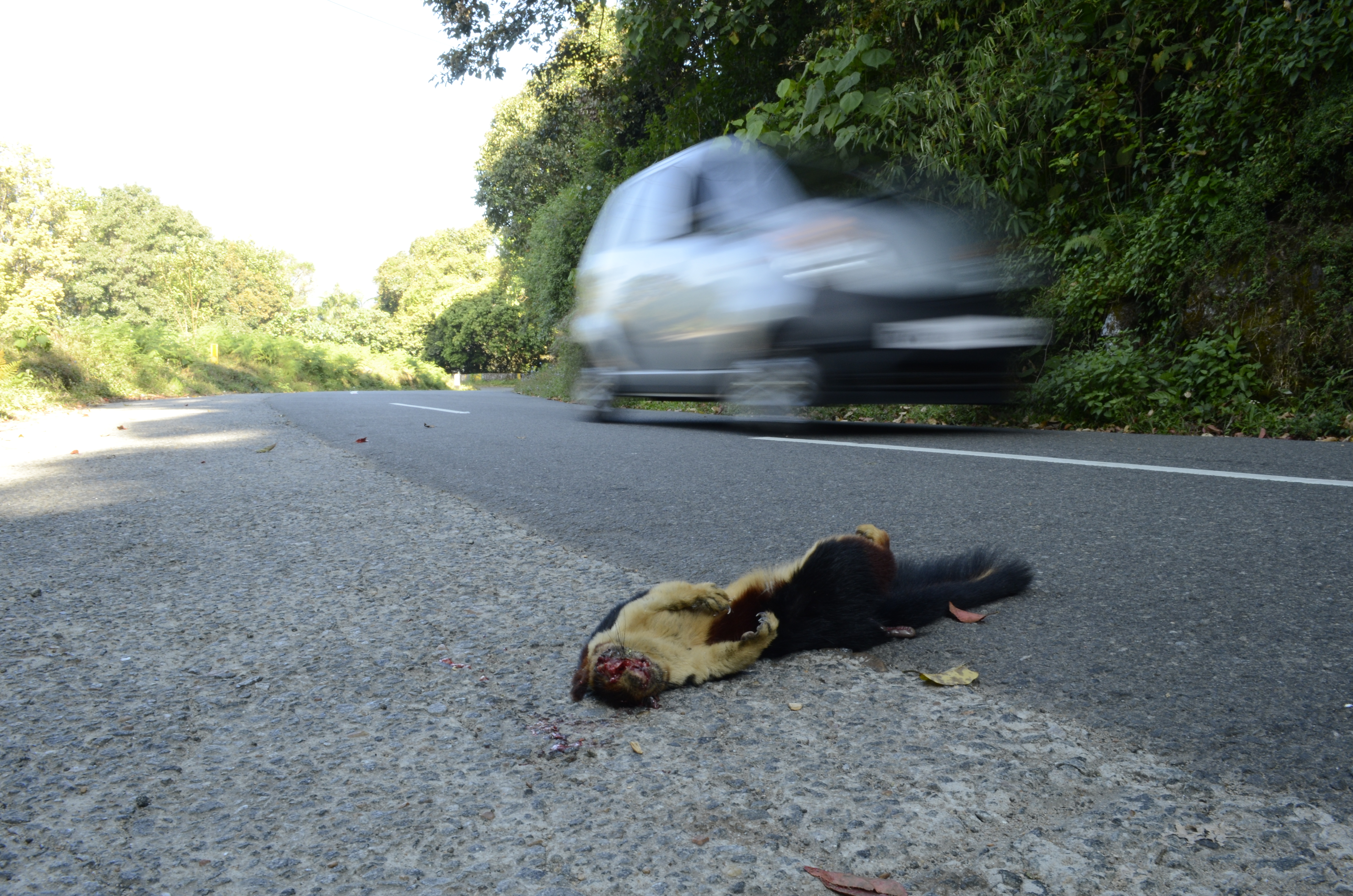
印度巨松鼠是一种树栖动物，因雨林树冠被道路破坏而被杀死

道路生态学又称路域生态学，是研究道路对生态影响的一门学科。 这些影响可能包括局部影响，例如噪音、水污染、栖息地破坏和当地空气质量；以及交通对环境的更广泛影响，例如栖息地破碎化、生态系统退化以及车辆排放造成的气候变化。
在欧洲，估计每年会有1.94亿只鸟类和2900万只哺乳类动物死在道路上。道路对野生动物栖息地产生的破碎化可能会使全球的虎数量下降20%。许多国家设置了各种动物通道来避免和缓解道路对野生动物的各种负面影响。也有一些国家采用公民科学手段进行路杀的监测和数据收集。